# گمینا ووبووو
گمینا ووبووو (به لهستانی:  Gmina Łubowo) یک گمینا در لهستان است که در شهرستان گنگزنو واقع شده‌است. گمینا ووبووو ۱۱۳٫۴۱ کیلومتر مربع مساحت و ۵٬۳۴۴ نفر جمعیت دارد.